# Сігеред (король Ессексу)
Сігеред (*Sigered, д/н —після 829) — король Ессексу в 798—812 роках. Став останнім правителем Ессексу, після чого королівство було приєднано до Мерсії, а згодом — Вессексу. З цього моменту починається хронологія елдорменів (згодом графів) Ессексу.

## Життєпис
Походив з династії Есквінінгів. Син Сігеріка, короля Ессексу. Про дату народження та молоді роки нічого невідомо. У 798 році після зречення свого батько стає новим королем. Визнав зверхність Мерсії.
Разом з військами Мерсії брав участь у походах проти Східної Англії та Кенту. Втім у 812 році з невідомих причин за наполяганням Кенвульфа, короля Мерсії, зрікся трону, передавши владу останнього. З цього часу в грамотах сігеред значиться як елдормен.
У 825 році брав участь у війні проти Вессексу в складі об'єднаних військ Мерсії, проте у битві при Елландоні Беорнвульф Мерсійський зазнав поразки від Егберт, короля Вессексу. після цього ессекс потрапив під владу останнього. Сігеред зберіг свій статус.
У 829 році не маючи довіру до Сігереда король Вессексу позбавив того посади елдормена. Подальша доля невідома.

## Родина
- Сігерік, елдормен в Ессексі